# La Vierge à l'Enfant entourée des saints Innocents
Pour les articles homonymes, voir La Vierge à l'Enfant.
La Vierge à l'Enfant entourée des saints Innocents ou La Vierge aux anges est un tableau, peint en 1616 par Pierre Paul Rubens.

## Sujet
Le tableau représente la Vierge à l'Enfant entourée de putti au milieu des nuages. Les putti sont les Saints Innocents massacrés par Hérode, puisqu'ils sont représentés sans ailes et que certains tiennent la palme des martyrs.

## Historique
La peinture a été exécutée en 1616 à l'huile sur bois, puis a été transposé de bois sur toile en 1784.
Le tableau a appartenu à M. de la Feuille en 1671, puis est entré dans la collection de la couronne sous Louis XIV.